# 다니엘 크쉬에레브
다니엘 크쉬에레브(프랑스어: Daniel Xuereb, 1959년 6월 22일, 프로방스-알프-코트 다 쥐르 가르단 ~)는 프랑스의 전직 프로 축구 선수로, 현역 시절 스트라이커로 활약했다. 그는 1980년대에 프랑스 국가대표팀 경기에 8번 출전해 1골을 기록했다. 랑스 시절(1981–1986), 그는 프랑스를 대표로 1986년 월드컵에 참가했는데, 그에 앞서 캘리포니아 주 로스 앤젤레스에서 열린 1984년 하계 올림픽에 참가해 금메달을 목에 걸었다.
크쉬에레브는 국제 축구 연맹 주관 월드컵에서 자신의 출전으로 로마자 알파벳의 초성이 A부터 Z까지 출전자가 하나라도 있게 되었다. 그가 출전하기 전까지 'X'로 시작하는 성씨를 쓰는 선수가 없었다.
그는 1990년대에 디뉴와 페르튀를 지도했고, 2008년부터 2009년까지는 엑수아즈를 감독했다.